# Henri Ernest Moltzer

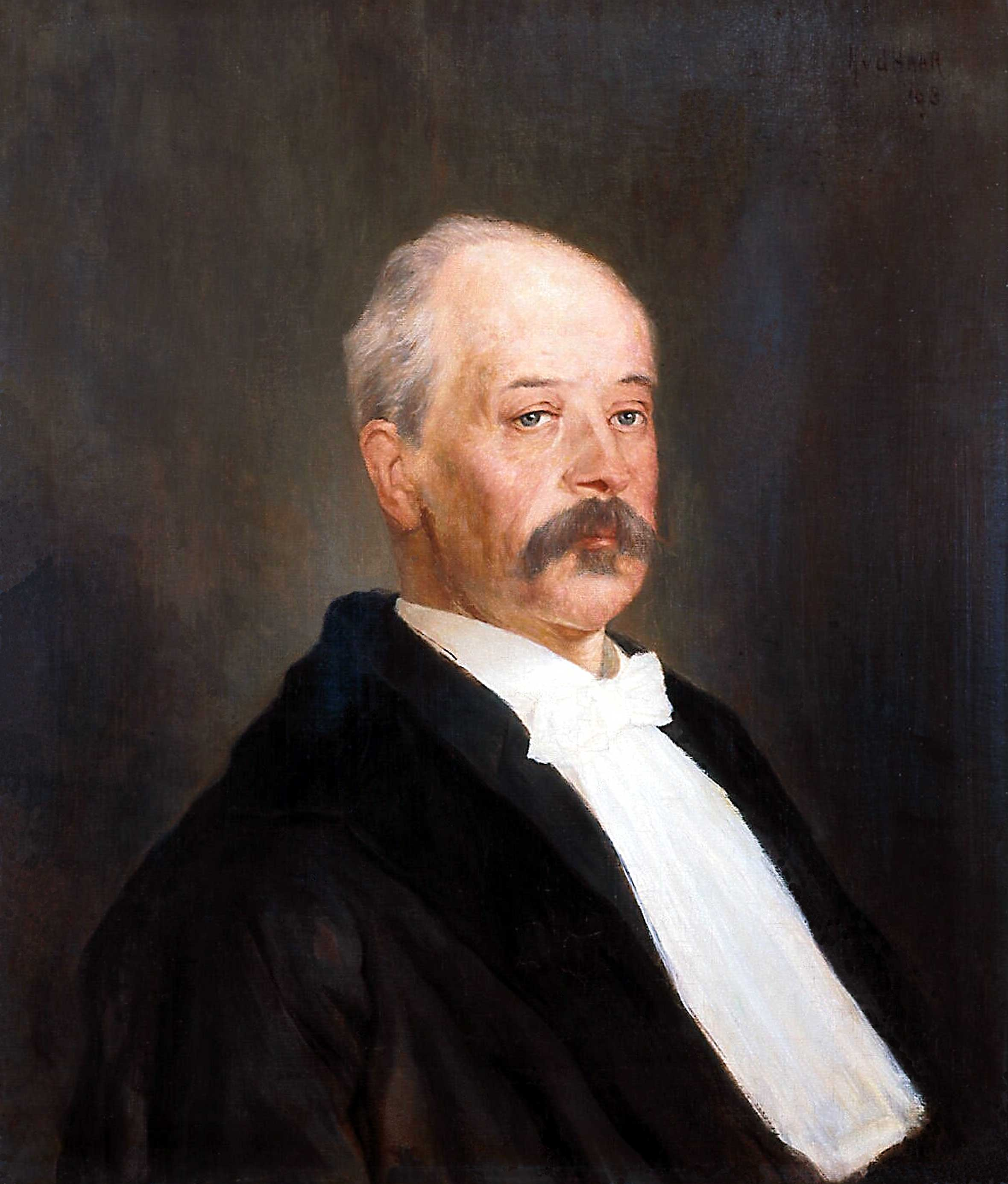
Henri Ernest Moltzer. Postuum portret door Herman Petrus van der Haar (1898)

Hendrik Ernest (Henri) Moltzer (Wassenaar, 20 mei 1836 – Utrecht, 25 oktober 1895) was een vroege medioneerlandicus en historisch letterkundige, als hoogleraar in de Nederlandse taal- en letterkunde verbonden aan de Rijksuniversiteit Groningen en nadien aan de Rijksuniversiteit Utrecht.

## Studie en loopbaan
Moltzer studeerde in Leiden, aanvankelijk alleen theologie, maar later ook letteren en rechten. Hij promoveerde op 11 april 1862 tweemaal te Leiden, eerst in de rechten en een uur later in de letteren en wijsbegeerte. De titels van zijn proefschriften luidden: Dissertatio de ratione qua ex auctoritate Alarici II, regis Visigothorum, gaii institutionum commentarii in epitomen redacti sunt en Geschiedenis van het wereldlijk tooneel in Nederland, gedurende de Middeleeuwen. Bij Letteren waren zijn leermeesters M. de Vries en W. Jonckbloet.
Na het vertrek van Jonckbloet te Groningen werd Moltzer in 1865 aldaar benoemd tot hoogleraar in de vakken: Nederlandse taal- en letterkunde, Vaderlandse geschiedenis, Gotisch en Welsprekendheid. Na 1877 werd hij ontheven van ‘Vaderlandse geschiedenis’; aan zijn leeropdracht werden toegevoegd: Middelnederlands, Angelsaksisch en Middelhoogduits (1865-1882). Hij was in 1880-1881 rector magnificus van de Rijksuniversiteit Groningen.
Als opvolger van W.G. Brill werd Moltzer vervolgens in 1882 te Utrecht benoemd tot hoogleraar in de Nederlandse taal- en letterkunde, in het bijzonder het Middelnederlands. Zijn oratie (26 oktober 1882) was getiteld: 'De historische beoefening der Nederlandsche letteren'. Hij was op het moment van zijn overlijden in 1895 rector magnificus te Utrecht.
Moltzer was lid van de KNAW en van de Maatschappij der Nederlandse Letterkunde, en buitenlands erelid van de Koninklijke Vlaamse Academie.
Moltzer verzamelde een belangrijke collectie boeken en handschriften op het gebied van de Nederlandse letterkunde, die na zijn dood aan de Utrechtse Universiteitsbibliotheek werd geschonken. Deze ‘Bibliotheca Moltzeriana’ omvat meer dan 3000 banden.

## Publicaties
Moltzer heeft door zijn studies en tekstuitgaven de bestudering van de Middelnederlandse literatuur bevorderd in een tijd dat het vak nog in de kinderschoenen stond. Hij is vooral bekend geworden doordat hij samen met dr. Jan te Winkel in 1868 de Bibliotheek van Middelnederlandsche Letterkunde opzette en daarin zelf ook verscheidene betrouwbare tekstedities publiceerde, onder meer Floris ende Blancefloer (deel 23; 1879) en de Brandaan (deel 45; 1891). Zijn belangstelling ging vooral uit naar het toneel. Zijn belangrijkste werk is de uitgave van alle op dat moment bekende Middelnederlandse wereldlijke en een aantal geestelijke toneelstukken in De Middelnederlandsche dramatische poëzie (delen 1, 3, 9, 13 en 16; 1875). In de inleiding van dit werk verdedigde hij de opvatting dat het Middelnederlandse wereldlijke toneel onafhankelijk van het geestelijke was ontstaan.
Hij verzorgde op het gebied van de letterkunde na de Middeleeuwen uitgaven van Bredero's Moortje en De Spaanschen Brabander Ierolimo (1886) en behandelde in zijn Studiën en Schetsen van Nederlandsche letterkunde (1880) diverse onderwerpen uit de 16e- en 17e-eeuwse letteren.

## Persoonlijk
Prof. dr. mr. H.E. Moltzer kwam uit de familie Moltzer, die in het Nederland's Patriciaat is opgenomen. Hij was de zoon van ds. Marius Nicolaas Jakob Moltzer (1805-1893) en diens eerste vrouw Henriette Jeannette Maria Certon (1803-1836). Zijn moeder overleed een maand na zijn geboorte. Hij trouwde in 1862 met zijn achternicht Sara Johanna Ploos van Amstel (1835-1889), met wie hij een zoon en een dochter kreeg.